# Elezioni presidenziali in Francia del 2022
Le elezioni presidenziali in Francia del 2022 si tennero il 10 (primo turno) e 24 aprile 2022 (secondo turno).
Al primo turno, il presidente uscente Emmanuel Macron (LREM) raggiunse il 27,85% dei voti, a fronte del 23,15% ottenuto da Marine Le Pen (RN); al terzo posto giunse Jean-Luc Mélenchon (LFI) col 21,95%, seguito da Éric Zemmour (Reconquête) al 7,07%, mentre tutti gli altri candidati non superarono il 5% dei voti.
Marginale fu la consistenza elettorale dei candidati sostenuti dalle forze politiche tradizionali: Valérie Pécresse (LR) giunse al 4,78% e Anne Hidalgo (PS) all'1,75%.
Il secondo turno vide la vittoria di Macron col 58,54% dei voti contro Marine Le Pen che totalizzò il 41,46%.
Macron è, quindi, il quarto presidente della Quinta Repubblica ad avere ricevuto due mandati dopo Charles de Gaulle, François Mitterrand e Jacques Chirac.
L'affluenza fu del 73,69% al primo turno e del 71,99% al ballottaggio (contro il 77,77% e il 74,56% delle precedenti).
Il tasso di astensione del secondo turno fu il più alto dalle presidenziali del 1969.
In occasione delle presidenziali del 2017, al primo turno Macron aveva ottenuto il 24,01% e Le Pen il 21,30%, mentre Mélenchon era giunto quarto col 19,58% (al terzo posto era arrivato il gollista François Fillon, col 20,01%); al ballottaggio, Macron aveva raggiunto il 66,10% contro il 33,90% di Le Pen.
Rispetto alle elezioni precedenti, pertanto, al primo turno Macron vide aumentare i suoi consensi di 3,84 punti percentuali (+1.126.712 voti), Le Pen di 1,85 (+455.337) e Mélenchon di 2,37 (+652.569), mentre al secondo turno Macron registrò una flessione di 7,56 punti (-1.963.487 voti) a vantaggio di Le Pen (+2.659.285 voti).

## Modalità di svolgimento
Secondo l'Articolo 7 della Costituzione francese, il Presidente della Repubblica viene eletto per un mandato di cinque anni con un sistema a doppio turno. Se nessun candidato ottiene la maggioranza assoluta dei voti al primo turno, due settimane dopo si tiene un secondo turno tra i due candidati che hanno ricevuto più voti. Secondo la Costituzione, il primo turno delle elezioni deve svolgersi tra 20 e 35 giorni prima della transizione di poteri al termine del quinquennio del Presidente in carica. Dato che Emmanuel Macron era in carica da 14 maggio 2017, il primo turno dell'elezione presidenziale era previsto tra l'8 ed il 23 aprile 2022, con il secondo turno due settimane dopo il primo. Il 13 luglio 2021 il portavoce del governo Gabriel Attal annunciò la data delle elezioni, rispettivamente il 10 aprile 2022 per il primo turno e 24 aprile 2022 per l'eventuale secondo turno.

## Quadro politico

### Congressi ed elezioni primarie
| Candidati                                                | Primo turno | Primo turno | Secondo turno | Secondo turno |
| Candidati                                                | Voti        | %           | Voti          | %             |
| -------------------------------------------------------- | ----------- | ----------- | ------------- | ------------- |
|                                                          |             |             |               |               |
| Congresso dei Repubblicani                               |             |             |               |               |
| Valérie Pécresse                                         | 28.179      | 25,00       | 69.326        | 60,95         |
| Éric Ciotti                                              | 28.844      | 25,59       | 44.412        | 39,05         |
| Michel Barnier                                           | 26.970      | 23,93       |               |               |
| Xavier Bertrand                                          | 25.213      | 22,36       |               |               |
| Philippe Juvin                                           | 3.532       | 3,13        |               |               |
| Totale (Fonti: I turno - II turno)                       | 112.738     |             | 113.738       |               |
|                                                          |             |             |               |               |
| Elezioni primarie degli ecologisti (EÉLV-GÉ-G.s-MdP-AÉI) |             |             |               |               |
| Yannick Jadot                                            | 29.534      | 27,70       | 52.210        | 51,03         |
| Sandrine Rousseau                                        | 26.801      | 25,14       | 50.098        | 48,97         |
| Delphine Batho                                           | 23.801      | 22,32       |               |               |
| Éric Piolle                                              | 23.767      | 22,29       |               |               |
| Jean-Marc Governatori                                    | 2.501       | 2,35        |               |               |
| Totale (Fonte)                                           | 106.404     |             | 102.308       |               |
|                                                          |             |             |               |               |
| Elezioni primarie del Partito Socialista                 |             |             |               |               |
| Anne Hidalgo                                             | 15.335      | 72,74       |               |               |
| Stéphane Le Foll                                         | 5.746       | 27,26       |               |               |
| Totale (Fonte)                                           | 21.081      |             |               |               |
|                                                          |             |             |               |               |
| Consultazione interna al Partito Comunista Francese      |             |             |               |               |
| Fabien Roussel                                           | 23.245      | 82,32       |               |               |
| Emmanuel Dang Tran                                       | 514         | 1,82        |               |               |
| Grégoire Munck                                           | 46          | 0,16        |               |               |
| Totale (Fonte)                                           | 23.805      |             |               |               |

### Candidature
Il periodo per la presentazione delle candidature ha avuto inizio il 27 gennaio e si è concluso il 4 marzo.
Le candidature devono essere munite di almeno 500 sottoscrizioni effettuate da parlamentari o da amministratori regionali o locali; le firme devono essere rappresentative di almeno 30 dipartimenti (o collettività d'oltremare) e non più del 10% di esse può provenire da un medesimo dipartimento. Le sottoscrizioni devono essere depositate presso il Consiglio costituzionale, che provvede alla loro validazione.
| Nominativo                                 | Nominativo                                 | Nominativo                                 | Firme               | Partito                              | Incarico istituzionale                                |
| Candidature ammesse                        | Candidature ammesse                        | Candidature ammesse                        | Candidature ammesse | Candidature ammesse                  | Candidature ammesse                                   |
| ------------------------------------------ | ------------------------------------------ | ------------------------------------------ | ------------------- | ------------------------------------ | ----------------------------------------------------- |
|                                            |                                            | Valérie Pécresse                           | 2.636               | I Repubblicani - Soyons libres       | Presidente del Consiglio regionale dell'Île-de-France |
|                                            |                                            | Emmanuel Macron                            | 2.098               | La République En Marche              | Presidente della Repubblica                           |
|                                            |                                            | Anne Hidalgo                               | 1.440               | Partito Socialista                   | Sindaco di Parigi                                     |
|                                            |                                            | Jean-Luc Mélenchon                         | 906                 | La France Insoumise                  | Deputato (Bocche del Rodano, circoscrizione n. 4)     |
|                                            |                                            | Éric Zemmour                               | 741                 | Reconquête                           | –                                                     |
|                                            |                                            | Yannick Jadot                              | 712                 | Europa Ecologia I Verdi              | Europarlamentare                                      |
|                                            |                                            | Jean Lassalle                              | 642                 | Résistons!                           | Deputato (Pirenei Atlantici, circoscrizione n. 4)     |
|                                            |                                            | Fabien Roussel                             | 626                 | Partito Comunista Francese           | Deputato (Nord, circoscrizione n. 20)                 |
|                                            |                                            | Marine Le Pen                              | 622                 | Rassemblement National               | Deputato (Passo di Calais, circoscrizione n. 11)      |
|                                            |                                            | Nicolas Dupont-Aignan                      | 600                 | Debout la France                     | Deputato (Essonne, circoscrizione n. 8)               |
|                                            |                                            | Philippe Poutou                            | 596                 | Nuovo Partito Anticapitalista        | Consigliere comunale a Bordeaux                       |
|                                            |                                            | Nathalie Arthaud                           | 576                 | Lotta Operaia                        | –                                                     |
| Candidature inammissibili o ritirate       |                                            |                                            |                     |                                      |                                                       |
|                                            |                                            | François Asselineau                        | 293                 | Unione Popolare Repubblicana         | –                                                     |
|                                            |                                            | Christiane Taubira                         | 274                 | Walwari/Partito Radicale di Sinistra | –                                                     |
|                                            |                                            | Anasse Kazib                               | 160                 | Révolution permanente                | –                                                     |
|                                            |                                            | Hélène Thouy                               | 139                 | Partito Animalista                   | –                                                     |
|                                            |                                            | Gaspard Koenig                             | 107                 | Indipendente                         | –                                                     |
| Altri con meno di 100 firme (43 candidati) | Altri con meno di 100 firme (43 candidati) | Altri con meno di 100 firme (43 candidati) | 259                 |                                      |                                                       |
| Totale                                     | Totale                                     | Totale                                     | 13.427              |                                      |                                                       |

## Risultati
|                | Emmanuel Macron       | La République En Marche        | 9 783 058  | 27,85 | 18 768 639 | 58,55 |  |  |
|                | Marine Le Pen         | Rassemblement National         | 8 133 828  | 23,15 | 13 288 686 | 41,45 |  |  |
|                | Jean-Luc Mélenchon    | La France Insoumise            | 7 712 520  | 21,95 |            |       |  |  |
|                | Éric Zemmour          | Reconquête                     | 2 485 226  | 7,07  |            |       |  |  |
|                | Valérie Pécresse      | I Repubblicani - Soyons libres | 1 679 001  | 4,78  |            |       |  |  |
|                | Yannick Jadot         | Europa Ecologia I Verdi        | 1 627 853  | 4,63  |            |       |  |  |
|                | Jean Lassalle         | Résistons!                     | 1 101 387  | 3,13  |            |       |  |  |
|                | Fabien Roussel        | Partito Comunista Francese     | 802 422    | 2,28  |            |       |  |  |
|                | Nicolas Dupont-Aignan | Debout la France               | 725 176    | 2,06  |            |       |  |  |
|                | Anne Hidalgo          | Partito Socialista             | 616 478    | 1,75  |            |       |  |  |
|                | Philippe Poutou       | Nuovo Partito Anticapitalista  | 268 904    | 0,77  |            |       |  |  |
|                | Nathalie Arthaud      | Lotta Operaia                  | 197 094    | 0,56  |            |       |  |  |
| Totale         | Totale                | Totale                         | 35 132 947 | 100   | 32 057 325 | 100   |  |  |
|                |                       |                                |            |       |            |       |  |  |
| Schede bianche | Schede bianche        | Schede bianche                 | 543 609    | 1,51  | 2 233 904  | 6,37  |  |  |
| Schede nulle   | Schede nulle          | Schede nulle                   | 247 151    | 0,69  | 805 249    | 2,29  |  |  |
| Votanti        | Votanti               | Votanti                        | 35 923 707 | 73,69 | 35 096 478 | 71,99 |  |  |
| Elettori       | Elettori              | Elettori                       | 48 747 876 |       | 48 752 339 |       |  |  |

- Per quanto riguarda il primo turno, il Consiglio costituzionale, con decisione n. 2022-195 del 13 aprile 2022, ha annullato i voti espressi in alcune sezioni di singoli comuni; il numero dei voti validi, in origine 35.143.118, è divenuto 35.132.947, rimanendo invariate le percentuali ottenute dai singoli candidati a livello nazionale.

| Emmanuel Macron       |  | 27,85% |
| Marine Le Pen         |  | 23,15% |
| Jean-Luc Mélenchon    |  | 21,95% |
| Éric Zemmour          |  | 7,07%  |
| Valérie Pécresse      |  | 4,78%  |
| Yannick Jadot         |  | 4,63%  |
| Jean Lassalle         |  | 3,13%  |
| Fabien Roussel        |  | 2,28%  |
| Nicolas Dupont-Aignan |  | 2,06%  |
| Anne Hidalgo          |  | 1,75%  |
| Philippe Poutou       |  | 0,77%  |
| Nathalie Arthaud      |  | 0,56%  |

| Emmanuel Macron |  | 58,54% |
| Marine Le Pen   |  | 41,46% |

## Distribuzione del voto

### Primo turno

Gradimento dei candidati dal gennaio 2021

| Suddivisione (regione, DROM, COM, altre ripartizioni) | Dati in % dei voti validi | Dati in % dei voti validi | Dati in % dei voti validi | Dati in % dei voti validi | Dati in % dei voti validi | Dati in % dei voti validi | Dati in % dei voti validi | Dati in % dei voti validi | Dati in % dei voti validi | Dati in % dei voti validi | Dati in % dei voti validi | Dati in % dei voti validi | Voti validi |
| Suddivisione (regione, DROM, COM, altre ripartizioni) | Macron                    | Le Pen                    | Mélenchon                 | Zemmour                   | Pécresse                  | Jadot                     | Lassalle                  | Roussel                   | Dupont-Aignan             | Hidalgo                   | Poutou                    | Arthaud                   | Voti validi |
| ----------------------------------------------------- | ------------------------- | ------------------------- | ------------------------- | ------------------------- | ------------------------- | ------------------------- | ------------------------- | ------------------------- | ------------------------- | ------------------------- | ------------------------- | ------------------------- | ----------- |
| Bretagna (fonte)                                      | 32,79                     | 19,53                     | 20,65                     | 4,91                      | 4,70                      | 6,19                      | 2,97                      | 2,59                      | 1,78                      | 2,21                      | 1,01                      | 0,66                      | 1.973.518   |
| Normandia (fonte)                                     | 29,26                     | 27,14                     | 18,82                     | 5,58                      | 4,47                      | 4,11                      | 2,55                      | 2,60                      | 2,16                      | 1,70                      | 0,90                      | 0,72                      | 1.783.465   |
| Alta Francia (fonte)                                  | 25,40                     | 33,34                     | 18,98                     | 5,90                      | 3,53                      | 3,13                      | 2,05                      | 3,12                      | 1,82                      | 1,34                      | 0,69                      | 0,69                      | 3.041.926   |
| Grand Est (fonte)                                     | 27,28                     | 29,54                     | 17,63                     | 7,17                      | 4,33                      | 4,01                      | 2,77                      | 1,70                      | 2,68                      | 1,43                      | 0,80                      | 0,67                      | 2.793.674   |
| Paesi della Loira (fonte)                             | 33,27                     | 20,78                     | 19,22                     | 5,38                      | 5,02                      | 6,01                      | 2,57                      | 2,12                      | 2,08                      | 2,03                      | 0,87                      | 0,65                      | 2.127.443   |
| Centro-Valle della Loira (fonte)                      | 28,53                     | 25,86                     | 18,68                     | 6,58                      | 5,33                      | 4,04                      | 2,87                      | 2,50                      | 2,36                      | 1,72                      | 0,83                      | 0,69                      | 1.345.273   |
| Île-de-France (fonte)                                 | 30,19                     | 12,97                     | 30,24                     | 7,47                      | 6,19                      | 5,40                      | 1,59                      | 1,92                      | 1,59                      | 1,43                      | 0,60                      | 0,40                      | 5.483.974   |
| Borgogna-Franca Contea (fonte)                        | 26,31                     | 27,35                     | 18,56                     | 7,15                      | 5,12                      | 4,02                      | 3,31                      | 2,27                      | 2,58                      | 1,77                      | 0,85                      | 0,71                      | 1.497.714   |
| Nuova Aquitania (fonte)                               | 27,64                     | 22,80                     | 19,92                     | 6,15                      | 4,60                      | 4,44                      | 5,90                      | 2,83                      | 1,98                      | 2,26                      | 0,95                      | 0,54                      | 3.419.973   |
| Alvernia-Rodano-Alpi (fonte)                          | 27,75                     | 22,28                     | 21,20                     | 7,39                      | 5,15                      | 5,31                      | 3,22                      | 2,28                      | 2,33                      | 1,83                      | 0,72                      | 0,55                      | 4.233.466   |
| Occitania (fonte)                                     | 23,48                     | 24,63                     | 22,41                     | 7,86                      | 3,90                      | 4,20                      | 5,59                      | 2,52                      | 1,91                      | 2,33                      | 0,72                      | 0,45                      | 3.310.621   |
| Provenza-Alpi-Costa Azzurra (fonte)                   | 23,34                     | 27,60                     | 19,76                     | 11,71                     | 4,38                      | 4,06                      | 2,75                      | 2,06                      | 2,27                      | 1,11                      | 0,61                      | 0,36                      | 2.652.908   |
| Corsica (fonte)                                       | 18,12                     | 28,59                     | 13,37                     | 12,79                     | 6,33                      | 3,25                      | 10,40                     | 3,08                      | 1,76                      | 1,07                      | 0,93                      | 0,31                      | 147.372     |
| Guadalupa (fonte)                                     | 13,43                     | 17,92                     | 56,16                     | 2,29                      | 2,95                      | 1,43                      | 0,76                      | 0,49                      | 1,56                      | 1,68                      | 0,53                      | 0,80                      | 135.085     |
| Martinica (fonte)                                     | 16,30                     | 13,42                     | 53,10                     | 2,56                      | 3,85                      | 1,61                      | 0,95                      | 0,61                      | 2,43                      | 3,20                      | 0,79                      | 1,18                      | 122.949     |
| Guyana francese (fonte)                               | 14,22                     | 17,66                     | 50,59                     | 4,39                      | 2,78                      | 2,62                      | 1,44                      | 0,69                      | 2,00                      | 1,49                      | 1,29                      | 0,83                      | 35.861      |
| Riunione (fonte)                                      | 18,04                     | 24,73                     | 40,26                     | 3,77                      | 2,81                      | 2,31                      | 1,40                      | 0,89                      | 2,40                      | 1,60                      | 0,78                      | 1,02                      | 346.766     |
| Mayotte (fonte)                                       | 16,94                     | 42,68                     | 23,96                     | 1,38                      | 8,02                      | 0,84                      | 1,02                      | 0,59                      | 1,51                      | 0,91                      | 0,94                      | 1,23                      | 35.050      |
| Saint-Pierre e Miquelon (fonte)                       | 19,77                     | 16,99                     | 40,91                     | 2,96                      | 1,89                      | 4,29                      | 4,00                      | 0,70                      | 3,04                      | 2,78                      | 1,85                      | 0,81                      | 2.701       |
| Saint-Martin/Saint-Barthélemy (fonte)                 | 24,74                     | 17,27                     | 28,13                     | 13,23                     | 4,23                      | 2,95                      | 2,49                      | 0,57                      | 4,05                      | 1,10                      | 0,75                      | 0,49                      | 8.368       |
| Wallis e Futuna (fonte)                               | 39,47                     | 10,80                     | 9,35                      | 2,20                      | 25,27                     | 1,34                      | 1,46                      | 0,63                      | 4,55                      | 2,20                      | 0,90                      | 1,83                      | 5.359       |
| Polinesia francese (fonte)                            | 40,16                     | 19,50                     | 13,31                     | 7,13                      | 7,87                      | 3,58                      | 1,02                      | 0,61                      | 3,28                      | 1,44                      | 0,75                      | 1,35                      | 60.030      |
| Nuova Caledonia (fonte)                               | 40,51                     | 18,83                     | 13,77                     | 9,13                      | 5,88                      | 3,07                      | 1,46                      | 0,57                      | 3,83                      | 1,37                      | 0,79                      | 0,80                      | 70.500      |
| Estero (fonte)                                        | 45,09                     | 5,29                      | 21,92                     | 8,67                      | 4,20                      | 8,17                      | 1,20                      | 0,65                      | 1,42                      | 2,50                      | 0,63                      | 0,26                      | 498.951     |
| Totale                                                | 27,85                     | 23,15                     | 21,95                     | 7,07                      | 4,78                      | 4,63                      | 3,13                      | 2,28                      | 2,06                      | 1,75                      | 0,77                      | 0,56                      | 35.132.947  |

### Secondo turno

Sondaggi per il ballottaggio tra Macron e Le Pen

| Suddivisione (regione, DROM, COM, altre ripartizioni) | Dati in % dei voti validi | Dati in % dei voti validi | Voti validi |
| Suddivisione (regione, DROM, COM, altre ripartizioni) | Macron                    | Le Pen                    | Voti validi |
| ----------------------------------------------------- | ------------------------- | ------------------------- | ----------- |
| Bretagna                                              | 66,58                     | 33,42                     | 1.805.611   |
| Normandia                                             | 55,84                     | 44,16                     | 1.677.156   |
| Alta Francia                                          | 47,86                     | 52,14                     | 2.890.122   |
| Grand Est                                             | 52,07                     | 47,93                     | 2.634.195   |
| Paesi della Loira                                     | 64,92                     | 35,08                     | 1.974.289   |
| Centro-Valle della Loira                              | 56,44                     | 43,56                     | 1.250.262   |
| Île-de-France                                         | 73,02                     | 26,98                     | 4.785.835   |
| Borgogna-Franca Contea                                | 52,88                     | 47,12                     | 1.350.138   |
| Nuova Aquitania                                       | 58,33                     | 41,67                     | 3.029.281   |
| Alvernia-Rodano-Alpi                                  | 59,76                     | 40,24                     | 3.767.109   |
| Occitania                                             | 53,96                     | 46,04                     | 2.913.218   |
| Provenza-Alpi-Costa Azzurra                           | 49,52                     | 50,48                     | 2.452.003   |
| Corsica                                               | 41,92                     | 58,08                     | 133.816     |
| Guadalupa                                             | 30,40                     | 69,60                     | 132.335     |
| Martinica                                             | 39,13                     | 60,87                     | 119.918     |
| Guyana                                                | 39,22                     | 60,78                     | 35.271      |
| Riunione                                              | 40,44                     | 59,56                     | 364.264     |
| Mayotte                                               | 40,90                     | 59,10                     | 38.402      |
| Saint-Pierre-et-Miquelon                              | 49,31                     | 50,69                     | 2.521       |
| Saint-Martin/Saint-Barthélemy                         | 44,58                     | 55,42                     | 8.637       |
| Wallis-et-Futuna                                      | 67,45                     | 32,55                     | 5.680       |
| Polynésie française                                   | 51,80                     | 48,20                     | 82.803      |
| Nuova Caledonia                                       | 61,03                     | 38,97                     | 71.755      |
| Estero                                                | 86,14                     | 13,86                     | 532.704     |
| Totale                                                | 58,54                     | 41,46                     | 32.057.325  |